# Sheila Jackson Lee
Sheila Jackson Lee   (Queens, 12 de gener de 1950 - Houston, 19 de juliol de 2024) va ser una advocada i política estatunidenca. Membre del Partit Demòcrata, va ser d'ençà del 1995, la representant del 18è districte de Texas (que inclou la major part del centre de la ciutat de Houston).
Juntament amb el senador demòcrata de Massachusetts Edward Markey, va ser impulsora a partir del 2020 del projecte de llei que va fer del Juneteenth, commemoració de la fi de l'esclavitud als Estats Units, un dia de festa federal el 17 de juny del 2021.